# José Cardoso Moreira
José Cardoso Moreira (Portugal, 1815 — São Paulo, 20 de outubro de 1889) foi um comendador, empresário e fazendeiro português erradicado no Brasil. Foi responsável financeiro pela criação da Estrada de Ferro Campos a Carangola. A estação de Cachoeira, que ficava em suas terras daria origem ao município de Cardoso Moreira.

## Biografia
José Cardoso Moreira se fixou em Cachoeiras do Muriahé, após vir ao Brasil em 1835, aonde tinha a Fazenda Santa Helena. Foi um dos fundadores da “União Campista Fidelense”, empresa responsável por trazer ao Brasil barcos a vapor. Durante a década de 1870, angariou fundos para a construção da Estrada de Ferro Campos a Carangola e foi um dos acionistas. Em 1878, comprou a fazenda Porto Alegre, pertencente anteriormente a José de Lannes Dantas Brandão, na freguesia de Nossa Senhora da Piedade de Laje, para a passagem da estrada pelas terras da fazenda.